# Quedara
Quedara is een geslacht van vlinders van de familie dikkopjes (Hesperiidae), uit de onderfamilie Hesperiinae.

## Soorten
- Q. albifascia (Moore, 1878)
- Q. basiflava (De Nicéville, 1888)
- Q. inornata (Elwes & Edwards, 1897)
- Q. monteithi (Wood-Mason & de Nicéville, 1887)
- Q. singularis (Mabille, 1893)